# El Pizarrín
El Pizarrín är en ort i Mexiko.   Den ligger i kommunen Motozintla och delstaten Chiapas, i den sydöstra delen av landet, 900 km sydost om huvudstaden Mexico City. El Pizarrín ligger 2 365 meter över havet och antalet invånare är 277.
Terrängen runt El Pizarrín är bergig åt nordväst, men åt sydost är den kuperad. Runt El Pizarrín är det ganska tätbefolkat, med 78 invånare per kvadratkilometer. Närmaste större samhälle är El Porvenir de Velasco Suárez, 7,8 km nordost om El Pizarrín. Omgivningarna runt El Pizarrín är en mosaik av jordbruksmark och naturlig växtlighet.